# IC 751
IC 751 је спирална галаксија у сазвјежђу Велики медвјед која се налази на листи објеката дубоког неба у Индекс каталогу.
Деклинација објекта је + 42° 34' 12" а ректасцензија 11h 58m 52,4s. Привидна величина (магнитуда) објекта IC 751 износи 14,3 а фотографска магнитуда 15,1. IC 751 је још познат и под ознакама UGC 6972, MCG 7-25-11, CGCG 215-11, KUG 1156+428A, PGC 37721.